# Harriet van Ettekoven
Harriet van Ettekoven   (Zandvoort, 6 de gener de 1961) és una ex-remadora neerlandesa que va competir durant les dècades de 1980 i 1990.
Durant la seva carrera esportiva prendre part en tres edicions dels Jocs Olímpics. El 1984, a Los Angeles, disputà dues proves del programa de rem. Guanyà la medalla de bronze en la competició del vuit amb timoner, mentre en el dos sense timoner fou quarta. Als Jocs de Seül de 1988 fou quarta en la prova de scull individual i als Jocs de Barcelona de 1992 novament quarta en el quàdruple scull.